# Xyris seubertii
Xyris seubertii är en gräsväxtart som beskrevs av L.A.Nilsson. Xyris seubertii ingår i släktet Xyris och familjen Xyridaceae.

## Underarter
Arten delas in i följande underarter:
- X. s. espinhacae
- X. s. seubertii